# Hemző Károly
Hemző Károly (Budapest, 1928. június 11. – Budapest, 2012. november 5.) magyar fotóművész.

## Életpályája
Fotólaboránsként dolgozott 1942-től a Hunnia Filmstúdióban, majd nyomdai fényképész és retusőr volt az Athenaeum Nyomdában, 1949 és 1952 között. 1952-től fotóriporterként dolgozott, eleinte a Honvéd Sport Egyesületnél később a Képes Sportnál. A hazai sportfotó egyik legfontosabb alakja.1967 és 1989 között a Magyar Szemle képszerkesztőjeként dolgozott. Tevékenysége rendkívül sokoldalú, készített illusztrációkat, könyveket, művészi kiadványokat a riportok mellett. Lovas könyveivel megújította az állatfényképezést Magyarországon. Feleségével, Lajos Marival  sikeres szakácskönyv sorozatot készítettek. Hemző a gasztrofotót új szintre emelte. Kiállításaival és művészi fotóalbumaival nagy hatást tett a kortársakra, számos újító, innovatív eszközt használt a fényképezésben és a fotók prezentálásában is. Kortárs fotósok munkáiból nyitotta meg a Lépcsőházi Galériát, 1996-ban.  A Magyar Fotóművészek Szövetségének tagja volt 1958-tól.

## Emlékezete
- Emlékét a Hemző Károly-díj őrzi.

## Tagságai
- 1957: a MÚOSZ tagja
- 1958: Magyar Fotóművészek Szövetsége tagja, a Művészeti Bizottság vezetője
- 1982: MAOE tagja; a Stúdió Nadar tagja.
- 1989: Magyar Fotóriporterek Társasága (korábban: Magyar Fotóriporteri Kamara) alapító tagja, a Magyar Alkalmazott Fotósok Kamarája tagja
- 1999: Magyar Fotográfiai Alapítvány Felügyelő Bizottságának a tagja

## Díjai, elismerései
- 1971: EFIAP
- 1978: Balázs Béla-díj
- 1982: Magyar Népköztársaság Érdemes Művésze
- 1986: Pécsi József-díj
- 1990: Magyar Köztársaság Kiváló Művésze
- 1998: Magyar Fotóművészek Szövetsége Életműdíja
- 1999: Táncsics Mihály-díj
- 2009: A Magyar Köztársasági Érdemrend lovagkeresztje[5]

## Művei közgyűjteményben
- Magyar Nemzeti Múzeum Történeti Fényképtára
- Fővárosi Szabó Ervin Könyvtár, Budapest
- Magyar Fotográfiai Múzeum, Kecskemét
- Jelenkori Fotóművészeti Gyűjtemény és Dokumentáció

## Fontosabb egyéni kiállításai
- 1972: Ellentétek, Fészek Művészklub, Budapest
- 1973: Fotógaléria, Salgótarján
- 1976: Találkozásaim, Műcsarnok; Uitz Terem, Dunaújváros; Zalaegerszeg; Balmazújváros; Róma; Firenze; Fermo
- 1979: Lódobogás, Szolnok; Moszkva; Magyar Intézet, Varsó; Magyar Napok, Wroclaw (Lengyelország)
- 1981: Találkozásaim, Firenze; Miskolc
- 1983-84: „ez a város...” Vigadó Galéria, Budapest; Haus Ungarn, Berlin; Prága.
- 1998: Fotográfiák. Életmű-kiállítás, Vigadó Galéria, Budapest
- 2010 Hemzőváros, Magyar Nemzeti Múzeum
- 2012: Tisztelet a Bajnoknak! Sportfotó-kiállítás, Sportmúzeum, Budapest
- 2014  Képidézetek, Vaszary Galéria, Balatonfüred
- 2016  Szabad szemmel – Fotó Hemző, Magyar Nemzeti Múzeum
- 2018 Bajnok képek, Vármúzeum, Kőszeg
- 2019 Szelíd história, Városi hangverseny- és Kiállítóterem, Zalaegerszeg

## Válogatott csoportos kiállításai
- 1959: 3. Nemzetközi Fotóművészeti Szalon, Budapest
- 1961: Nemzetközi fotókiállítás, Moszkva
- 1962: World Press Photo, Amsterdam
- 1966: A magyar fotóművészet 125 éve. Magyar Nemzeti Galéria, Budapest; INTERPRESS Photo, Moszkva.
- 1967: International Exhibition of Photography. The Camera as Witness. Montreál (Kanada)
- 1968: ORWO-Pentacon nemzetközi fotópályázat és kiállítás, Berlin.
- 1970: Nemzetközi fotóművészeti kiállítás, Prága, Wien, München, Budapest, Koppenhága
- 1975: Mai Magyarország. Vigadó Galéria, Budapest
- 1979: Les Hongrois. A magyar fotográfia 1850-1980 között, Paul Almasy válogatásában, Galerie Canon, Párizs, Franciaország (további bemutatók: Amszterdam, Barcelona, Milánó)
- 1981-82: Tény-Kép. A magyar fotográfia története 1840-1981. Műcsarnok, Budapest
- 1987: Magyar Fotográfia ‘87, Műcsarnok, Budapest
- 1989: Más-kép. Experimentális fotográfia az elmúlt két évtizedben Magyarországon. Ernst Múzeum, Budapest
- 1999: Expositions Photographique. Le Mans (Franciaország);
- 1998-2002: Tánc a fotóművészetben. Veszprémi Petőfi Színház; Győri Nemzeti Színház; Nemzeti Táncszínház; Pretóriai Egyetem, Dél-Afrikai Köztársaság
- 2001, 2002: Közelmúlt/Recent Past, az Escher Károly alkotócsoport kiállítása, Budapest Galéria Kiállítóháza; Ungarn Haus, Berlin
- 2018 Pillantás a mába, Hemző-díj 2014-2018, Capa Központ

## Könyvei
- Sport és szépség. Budapest, 1958;
- Lódobogás. Budapest, 1978;
- 1983-tól feleségével, Lajos Marival közösen több, mint húsz szakácskönyve jelent meg a Corvina Kiadónál, amely 99 étel receptjét, 33 fotóját tartalmazza, és több nyelven, több kiadásban fogyott el (99 Magyaros étel, 99 Saláta, stb.).
- Budapest, Corvina, 1993
- Fotográfiák. [Gera Mihály szövegével]: Budapest, 1998
- Csak lovak, Budapest, 2005
- Hódolat a bajnoknak, Budapest, 2012